# Contracción lantánida
La contracción lantánida define a lo largo de la serie 4f de la tabla periódica (T.P.) la disminución progresiva del tamaño de los átomos y sus especies en estado (III) en función integrada de la carga nuclear y de las correcciones relativistas.
Dentro del bloque d de la T.P. que va desde el grupo 3 hasta el 12 podemos diferenciar tres series, que denominamos 1ª, 2ª y 3ª serie, también serie 3d, 4d y 5d, respectivamente.
Los metales de la 2ª y 3ª serie son muy similares, especialmente en los primeros grupos. Estas similitudes son el resultado de lo que se conoce como contracción lantánida. En el grupo 3, el ytrio (Y) y el lantano (La) muestran una química diferenciada que es consecuencia de los diferentes radios iónicos, energía de ionización, energía de solvatación, etc. Sin embargo, la inserción de los 14 elementos lantánidos entre el lantano y el hafnio (estructura electrónica general para un átomo lantánido en su estado fundamental: [Xe] 4fn 5d0 6s2 ;n = 1 a 14), lleva consigo un gran aumento de la carga nuclear efectiva; se están colocando electrones en los siete orbitales f, con la particularidad de que los electrones de estos orbitales penetran poco hacia el núcleo del átomo y proporcionan un apantallamiento débil frente a la atracción que ejerce el núcleo sobre los electrones situados en orbitales más exteriores. 
| Elemento                                                                  | Ce        | Pr     | Nd     | Pm     | Sm     | Eu     | Gd        | Tb     | Dy      | Ho      | Er      | Tm      | Yb      | Lu         |
| ------------------------------------------------------------------------- | --------- | ------ | ------ | ------ | ------ | ------ | --------- | ------ | ------- | ------- | ------- | ------- | ------- | ---------- |
| Configuración electrónica del átomo (todos parten de la config. del [Xe]) | 4f15d16s2 | 4f36s2 | 4f46s2 | 4f56s2 | 4f66s2 | 4f76s2 | 4f75d16s2 | 4f96s2 | 4f106s2 | 4f116s2 | 4f126s2 | 4f136s2 | 4f146s2 | 4f145d16s2 |
| Configuración electrónica del ion Ln3+                                    | 4f1       | 4f2    | 4f3    | 4f4    | 4f5    | 4f6    | 4f7       | 4f8    | 4f9     | 4f10    | 4f11    | 4f12    | 4f13    | 4f14       |
| Radio (pm) del ion Ln3+ (6-coordinado)                                    | 102       | 99     | 98.3   | 97     | 95.8   | 94.7   | 93.8      | 92.3   | 91.2    | 90.1    | 89      | 88      | 86.8    | 86.1       |

Por esto, en la intersección de la 3ªserie con el grupo 4, se reducen los radios, y las energías de ionización aumentan hasta valores cercanos a los del zirconio (Zr); zirconio y hafnio son muy parecidos, fue muy difícil el descubrimiento del hafnio, que pasaba desapercibido en minerales donde estaban conjuntamente ambos por sustituciones isomórficas (Niels Bohr fue el que predijo que el elemento de número atómico 72 debería ser muy similar al zirconio). Estos efectos se pueden ver a lo largo de la serie 4f -conjunto de los elementos lantánidos de cerio a lutecio- y se extienden a lo largo del sexto periodo de la T.P., conectando con los elementos del bloque p. El ejemplo más claro de esta contracción lántanida se detecta en la variación gradual del tamaño de los iones Ln (III), desde La (III) hasta Lu (III). Sin embargo, el perfil de la variación en los radios metálicos no es tan ideal debido a discontinuidades notables encontradas en europio e yterbio. Hay que resaltar que en el conjunto 5f, o elementos actínidos, también tenemos un sistema similar denominado "contracción actínida". 
Debemos decir que la contracción lantánida tiene un 20% de peso atribuible al fenómeno conocido por efectos relativistas. La contracción lantánida tiene mayor potencia si se consideran los efectos relativistas directos de contracción para los orbitales exteriores s y p. Lo mismo habría que considerar para la contracción actínida.
La contracción lantánida y la actínida no son los únicos fenómenos de esta naturaleza en la T.P. relacionado con la carga nuclear efectiva y los efectos relativistas directos de contracción, sino que también se observa contracción atómica en series de la tabla periódica para otros periodos como en el 4º, generando en la 1ª serie del bloque d lo que podemos denominar como "contracción escándida". En esta contracción escándida no influyen efectos relativistas como los descritos, ya que estamos en la 1ª serie, o serie 3d del bloque d, donde tenemos elementos más ligeros y estos efectos son insignificantes.